# 2011-es magallanesi tüntetések
A 2011-es magallanesi tüntetések a földgáz árának emelkedése miatt indult tüntetéssorozat volt a chilei Magallanesben 2011. januárban. A tüntetésnek vége lett, amikor Laurence Golborne és a magallanesi Népgyűlés megállapodásra jutottak.

## Előzmények
2010. december 29-én az Empresa Nacional del Petróleo (ENAP, Nemzeti Olajvállalat) úgy döntött, hogy Chile legdélebbi részén, Magallanes és Antártica chilei régióban 16,8%-kal emeli a benzin árát.

## Tiltakozások

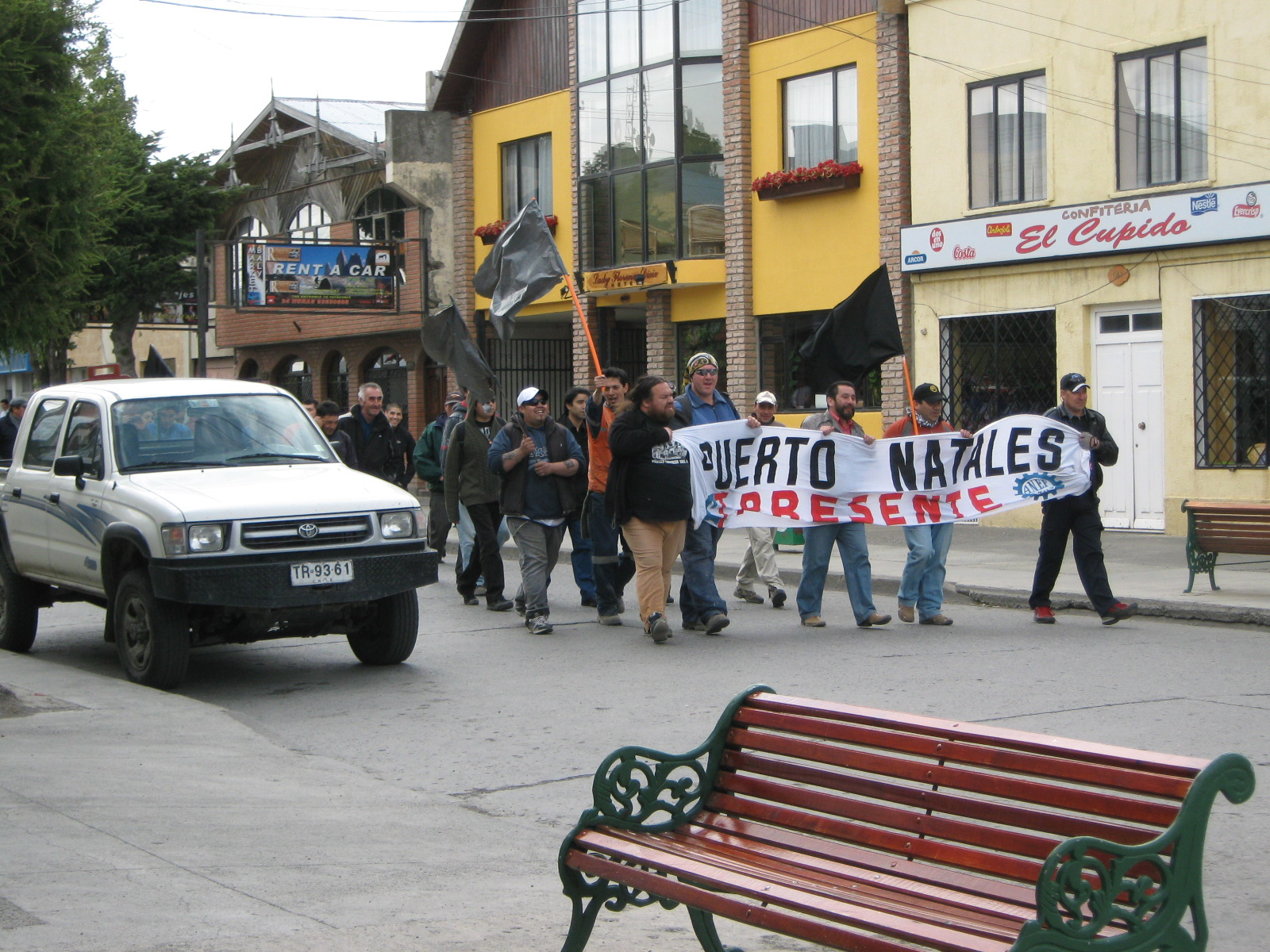
Puerto Natales lakosai a gázáremelés ellen tiltakoznak.

Az Empresa Nacional del Petróleo és Ricardo Raineri chilei energiaminiszter közös döntése az ezt követő hetekben heves tiltakozásokat váltott ki. A régió legnagyobb városaiban, így Punta Arenasban és Puerto Natalesben tömeggyűlésekre és forgalomleállításra került sor.

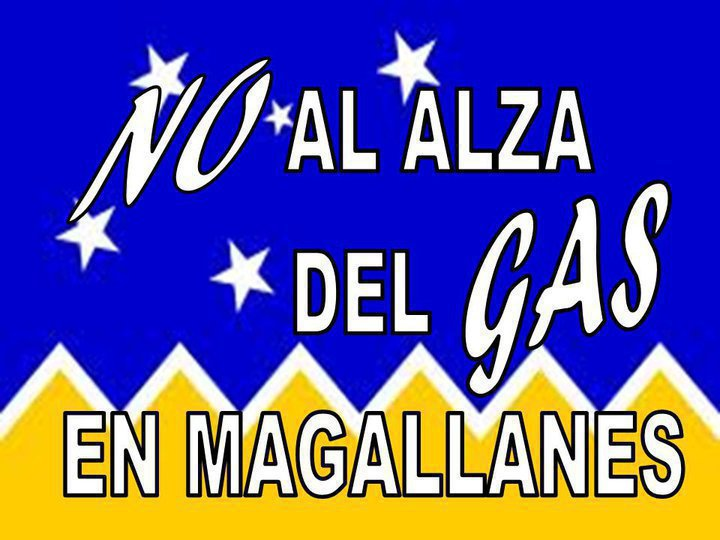
A tartomány zászlajának stilizált mása. Rajta a következő szöveg olvasható: "Nemet mondunk a gázáremelésre Magallanesben."

Január 11-én a magallanesi Népgyűlés éjféltől határozatlan idejű sztrájkra szólította fel a lakosokat. A 19 éves Claudia Castillo Campost és a 23 éves Melisa Silva Ruizt azon az éjszakán a tüntetésen egy teherautó elgázolta. Ugyanezen a napon legalább 31 embert letartóztattak. Közülük többen fosztogatni akartak, vagy a köztulajdont akarták megrongálni. Az első összetűzés után a chilei rend- és csendőrség azt kérte, jöjjenek a helyszínre speciális osztagok, hogy meg lehessen állítani a tiltakozást.
Január 12-én Magallanes régió nagyobb városaiban tovább folytatódott a sztrájk, ami átterjedt a legnagyobb, Chilét Argentínával összekötő határátkelőre is. Több mint kétezer autó nem tudott eljutni Tierra del Fuego argentin tartományból az ugyanezen országhoz tartozó, Santa Cruz tartományba. További 1500 turista ragadt a Tierra del Fuego Nemzeti Parkban, miután a Puerto Natalesbe és El Calafatébe vezető utakat lezárták. Bár a Carlos Ibáñez del Campo Elnök Nemzetközi Repülőtér működésében semmilyen felakadás nem olt, az útlezárások miatt fel kellett függeszteni a LAN Airlines és a Sky Airlines járatait.

## Következmények
Ena von Baer kancelláriaminiszter január 16-án bejelentette, hogy megváltozik Sebastián Piñera kormányának összetétele. Ricardo Raineri lemond az energiaügyi tárca éléről, Laurence Golborne pedig a bányaügyekért és az energiáért felelős tárcát egyszerre irányítja.

## A konfliktus vége
Január 18-án megállapodott egymással a chilei kormány és a magallanesi népgyűlés. A kormány megígérte, hogy az eredetileg tervezett majdnem 17% helyett csak 3%-kal emeli a gáz árát. Az ipar is a megállapodás haszonélvezői közé tartozik. Ezeken kívül a kormány azt is megígérte, hogy a legszegényebbeknek még a 3%-os áremelést sem kell megfizetniük.